# Waldspitzbuben
Die Waldspitzbuben sind ein Volksmusik-Duo aus Leutenberg, Thüringen.

## Karriere
Gegründet wurde das Duo 1986 als „Leutenberger Musikanten“. Das Duo besteht aus den Musikern Maik Kramer, welcher gelernter Dachdecker ist und Raimar Wenig, einem gelernten Landwirt und Kfz-Mechaniker. Maik spielt Akkordeon, Steyrische Harmonika, Gitarre und singt die 1. Stimme. Raimar spielt die gleichen Instrumente und singt die 2. Stimme. Beide hatten 10 Jahre Privatunterricht im Fach Akkordeon mit jährlicher Prüfung (Prüfungsstücke wie Tanzende Finger, Im Gänsemarsch, Preludio e Fuga, und weitere). Ab 1994 waren beide als Friesauer Waldspitzbuben unterwegs. 1997 veröffentlichten beide die erste CD mit dem Titel Wo denn nur die Musi bleibt…. 1998 folgte der erste Fernsehauftritt im MDR bei Achims Hitparade, 1999 folgte ein weiterer in der Wernesgrüner Musikantenschenke. 1999 ließ sich das Duo den Namen Waldspitzbuben schützen und trat seither unter diesem Namen auf. 2000 veröffentlichten die Waldspitzbuben die CD Echt stark (MDR, MDR Radio Dieter Thomas Heck, Radio Sachsen Hitparade), 2001 dann die CD Wer unsre Heimat kennt… (MDR, Fernsehen). Im selben Jahr erreichten die Waldspitzbuben den 3. Platz bei der Weiß-Grünen Hitparade. Ein Jahr später gewann das Duo den Vorausscheid zum Alpen Grand Prix. 2003 erschien die CD Thüringer Land. 2003 traten die Waldspitzbuben bei Alles Gute mit Petra Kusch-Lück im MDR auf. 2004 spielte das Duo in dem MDR-Film Das Wandern ist des Sängers Lust mit. 2005 erschien die bisher letzte CD mit dem Titel Alarm im Wald.

## Diskografie
- Wo denn nur die Musi bleibt… (1997) als Friesauer Waldspitzbuben
- Echt stark! (2000)
- Wer unsre Heimat kennt… (2001)
- Thüringer Land (2003)
- Alarm im Wald (2005)